# Henry Robinson Luce
Henry Robinson Luce (Tengchow, Kína, 1898. április 3. – Phoenix, 1967. február 28.) amerikai sajtómágnás, akit korában a „legbefolyásosabb amerikai magánszemély”-nek neveztek az Egyesült Államokban. Szoros ellenőrzése alatt, több magazint adott ki, melyek alakították az újságírást és amerikaiak millióinak az olvasási szokásait. A Time a heti híreket összegezte és értelmezte; a Life politikai, kulturális és társasági képes magazin volt, ami a televíziózás előtt korszakban az amerikai vizuális felfogást uralta; a Fortune tudósított a nemzeti és a nemzetközi üzleti életről; a Sports Illustrated bemutatta a sport világát. Rádiós vállalkozásaival, hírújságjaival és a fent említett magazinokkal Luce hozta létre az első multimédia társulást. Előre látta, hogy az Egyesült Államok hegemóniára tesz szert a világban, s 1941-ben kijelentette, hogy a 20. század az „Amerikai évszázad” lehet.

## A kezdet
Luce Kínában, Santung tartomány Tengchow városában (mai neve Penglai) 1898. április 3-án, Elizabeth Root Luce és Henry Winters Luce gyermekeként született. Apja, az idősebb Henry presbiteriánus misszionárius volt. A fiatal Henry Luce különböző kínai és angol internátusokban (bentlakásos iskolákban) végezte első tanulmányait, melyek között ott volt a China Inland Mission Chefoo School.

## Karrierje
15 évesen került az USA-ba, a Hotchkiss Schoolba (Connecticut állam), ahol a Hotchkiss Literary Monthly-t szerkesztette. Ott találkozott először Briton Hadden-nel, aki élete végéig a partnere lett. Akkor Hadden volt az iskolai újság főszerkesztője és Luce mint a vezető szerkesztő asszisztense dolgozott. Mindketten a Yale College-re mentek, ahol Hadden volt a The Yale Daily News elnöke és Luce a vezető szerkesztője. Luce is tagja volt az Alpha Delta Phi és a Skull and Bones társaságnak. Miután osztályában a legbriliánsabb tanulónak választották és 1920-ban lediplomázott, útjaik Hadden-nel elváltak, hogy Luce egy évig az Oxford University-n folytasson történelmi tanulmányokat. Közvetlenül ezután „kölyök riporter”-ként a Chicago Daily News-nak dolgozott.
1921 decemberében újból csatlakozott Haddenhez és a The Baltimore News-nál kezdett dolgozni. A Haddennel való kapcsolatára emlékezve, Luce később azt mondta: „Valahogy, a temperamentumunkban és érdeklődésünkben lévő legnagyobb különbözőségek ellenére, együtt kellett dolgoznunk. Egy szervezet voltunk. Életünk középpontjában a munkánk, a tisztségeink álltak, s minden pontban egymáshoz tartoztunk.”

## Magazinok
Egy új magazin indításáról folytatott éjszakai viták eredményeként Luce és Hadden 1922-ben, amikor mindketten 23 évesek voltak, kilépett a munkahelyéről. Később még ugyanebben az évben társultak Robert Livingston Johnsonnal, egy másik osztálytársukkal a Yale-ről és megalapították az Time Inc. nevű cégüket. A Time első példányát 1923. március 3-án adták ki, amikor a célként kitűzött 100000 dollárból 86000 dollárt összeszedtek. Luce volt a cég üzleti igazgatója, míg Hadden a főszerkesztő. Luce és Hadden minden évben váltották egymást az elnök és a pénztáros-titkár munkakörben, míg Johnson alelnök és hirdetési igazgató volt. 1925-ben Luce elhatározta, hogy a főhadiszállást Clevelandbe költözteti, mialatt Hadden egy európai utazáson tartózkodott. Cleveland olcsóbb volt és Luce első felesége, Lila el akart költözni New Yorkból. Amikor Hadden visszatért, felháborodott és a Time-ot visszaköltöztette New Yorkba. 1929-ben Hadden hirtelen halála után Luce átvállalta Hadden pozícióját.
Luce 1930 februárjában útjára indította a Fortune magazint és megszerezte a Life-ot, hogy 1936 novemberében újraindítsa mint hetente megjelenő képes magazint. 1952-ben átvette a House & Home és 1954-ben a Sports Illustrated kiadását. Ő gyártotta a The March of Time heti filmhíradót. Az 1960-as évek közepén a Time Inc. volt a világ legnagyobb és a legtekintélyesebb magazin kiadója. (Dwight Macdonald, a Fortune egyik szerkesztője az 1930-as években az olasz diktátor, Mussolini példája nyomán, akit Il Duce néven neveztek, Henry Luce-t elnevezte Il Luce-nek.
Franklin D. Roosevelt elnök, aki tudatában volt, hogy a legtöbb kiadó ellene van, 1943-ban kiadott egy utasítást, mely szerint minden újságírónak és média képviselőnek a harctéri látogatását meg kell akadályozni; a végrehajtásért George C. MarshallGeorge Marshallt tette felelőssé. A fő célpont Luce volt, aki régóta ellene volt Rooseveltnek. A történész, Alan Brinkley szerint az intézkedés nem ért célt és Luce-nek engedélyezték az utazást, aki egy lelkes „pompomlány” lett volna az amerikai katonák számára a Föld körül. Luce azonban New Yorkban maradt, frusztrációját és haragját ő maga zajos részvétben fejezte ki.
Luce, T. S. Matthews főszerkesztő által támogatva, Whittaker Chambers-t nevezte ki a külföldi hírek szerkesztőjévé 1944-ben, annak ellenére, hogy Chambers harcban állt a helyszíni tudósítókkal.
Luce, aki 1964-ig minden publikációjának főszerkesztője maradt, megtartotta a befolyását a Republikánus Pártban is. Mint a „Kína lobby” egyik hangadója nagy szerepet játszott az amerikai külpolitika és közhangulat alakításában a Kuomintang vezetője Csang Kaj-sek és felesége Soong Meiling javára a japánok elleni háborújukban. (Csang 1927 és 1955 között tizenegyszer szerepelt a Time címlapján.)
Híradások jelentek meg, hogy Luce az 1960-as években kipróbálta az LSD-t és annak hatása alatt beszélt Istennel.
1941-ben a Life-ban megjelent híres cikkben – ambicionálva, hogy egy republikánus adminisztrációban államtitkár legyen – , Luce a 20. század hátralevő idejét és talán az utána következő időszakot is  Amerika évszázadának nevezte, melyben az amerikaiak játszanak meghatározó szerepet.
Mint lelkes szovjetellenes, egyszer Kuba elözönlését követelte John Kennedytől, megjegyezve, hogyha nem teszi, akkor a szerkesztői úgy fognak viselkedni, mint Hearst a spanyol–amerikai háború idején. A kiadó az amerikai évszázad amerikai dominanciájáról szóló koncepcióját továbbfejlesztette a folyóirataiban John Foster Dulles külügyminiszter és a testvére, a CIA igazgatója, Allen Dulles nézeteivel kiegészítve és azok által vezérelve.

## Család
Luce első feleségét, Lila Hotz-ot 1919-ben ismerte meg, amikor Luce a Yale-n tanult. 1923-ban házasodtak össze és két gyermekük volt, Peter Paul és Henry Luce III. 1935-ben elváltak. 
1935-ben vette el második feleségét, Clare Boothe Luce-t, akinek volt már egy 11 éves lánya, Ann Clare Brokaw, akit Luce sajátjának ismert el. Luce 1967-ben Phoenix (Arizona) halt meg. Halálakor a Time Inc.-ben lévő részvénypakettjének értéke 100 millió amerikai dollárra rúgott. Vagyonának legnagyobb része a Henry Luce Alapítványba került, ahol a fia, Henry III az elnök-vezérigazgató sok éve.  Élete során Luce sokat jótékonykodott. Többek között támogatta a Gyermekmentő Szövetséget, a Metropolitan Művészeti Múzeumot és a United Service to China, Inc.-et. Hamvai Dél-Karolinában, a Mepkin Ültetvényen vannak elhelyezve.
Az Egyesült Államok Postaszolgálata a híres amerikaiakról mintázott bélyegsorozatában (1980-2000) a 32 centes bélyegen ábrázolta. 1977-ben Luce bekerült a Junior Achievement U.S. Business Hall of Fame-be.Tajvanon, a Tunghai Egyetemen található a Luce Memorial Chapel (Luce emlékkápolna), melyet Henry Luce apja emlékére emeltek és I. M. Pei tervezett.

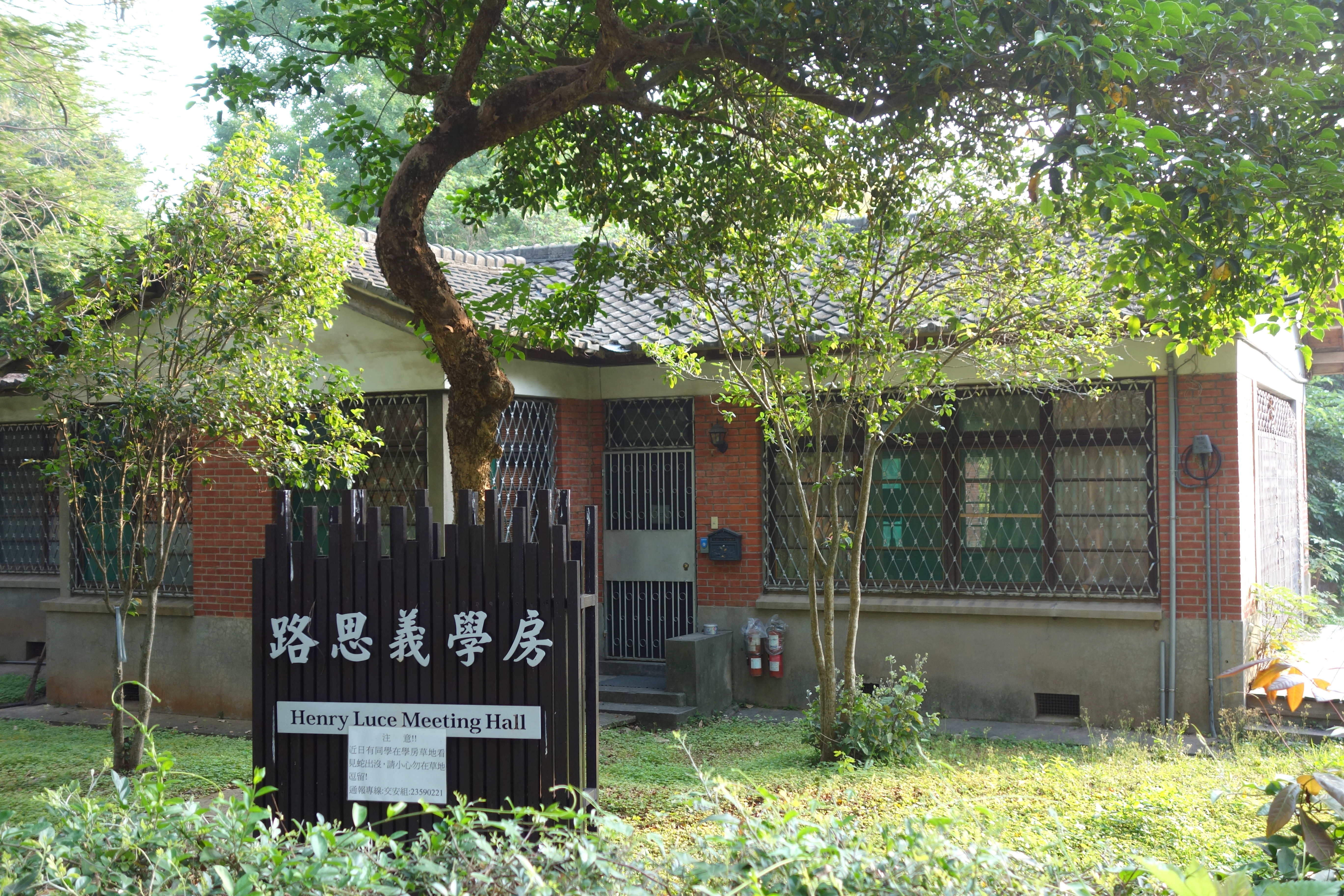
Henry Luce-ról elnevezett épület a Tunghai Egyetemen

## Fordítás
- Ez a szócikk részben vagy egészben  a   Henry Luce című angol Wikipédia-szócikk ezen változatának fordításán alapul.  Az eredeti cikk szerkesztőit annak laptörténete sorolja fel. Ez a jelzés csupán a megfogalmazás eredetét és a szerzői jogokat jelzi, nem szolgál a cikkben szereplő információk forrásmegjelöléseként.